# De vampier
De vampier is het 2de stripverhaal van En daarmee Basta! De reeks wordt getekend door striptekenaarsduo Wim Swerts & Vanas. Tom Bouden neemt de scenario's voor zijn rekening. De strips worden uitgegeven door de Standaard Uitgeverij. Het stripalbum verscheen in juli 2006.

## Personages
In dit verhaal spelen de volgende personages mee:
- Joost, Kathy, Stijn, Ruben, Bert, Patsy, Isa, Tina, George, Doctor Lugosi

## Verhaal
Wat is een vampier en bestaan er tegenwoordig nog vampiers? Er gebeuren de laatste dagen rare dingen. 's Nachts worden Bert en Patsy aangevallen door vleermuizen. Ruben sluit zich de hele dag op in een verduisterde kamer. Hij wil niet in de spiegel kijken, er wordt een doodskist geleverd, en heeft een enorme wonde in de nek. Dit alles verwijst dat Ruben een vampier zou kunnen zijn. Joost, Kathy en Stijn gaan naar het Doctor Lugosi Mysterie Museum om hulp te vragen. En tot slot, wie is de mysterieuze man, George de Buffon, die beweert Ruben te kunnen helpen?

## Trivia
- Op strook 37 wordt er verwijzing gemaakt naar twee stripreeksen. Stijn leest immers een W817-stripalbum. Kathy leest een stripalbum van F.C. De Kampioenen.
- Op de achtercover van dit (eerste druk) album wordt als album 3 Kroepie en Boelie Boem Boem aangekondigd. Dit album is echter nooit verschenen.